# Atractus collaris
Atractus collaris är en ormart som beskrevs av Peracca 1897. Atractus collaris ingår i släktet Atractus och familjen snokar. Inga underarter finns listade.
Arten förekommer i norra Peru, i Ecuador och i Colombia. Honor lägger ägg.